# Eugenia subterminalis
Eugenia subterminalis är en myrtenväxtart som beskrevs av Dc.. Eugenia subterminalis ingår i släktet Eugenia och familjen myrtenväxter. Inga underarter finns listade i Catalogue of Life.